# Hoa hậu Thế giới Việt Nam 2023
Hoa hậu Thế giới Việt Nam 2023 là cuộc thi Hoa hậu Thế giới Việt Nam được tổ chức lần thứ 3 diễn ra từ tháng 4 đến tháng 7 năm 2023. Cuộc thi được diễn ra với chủ đề "DREAMLAND". Đêm chung kết diễn ra vào ngày 22 tháng 7 năm 2023 tại Merry Land Quy Nhơn, thành phố Quy Nhơn, tỉnh Bình Định. Hoa hậu Thế giới Việt Nam 2022 Huỳnh Nguyễn Mai Phương đến từ Đồng Nai đã trao lại vương miện cho người kế nhiệm là cô Huỳnh Trần Ý Nhi  đến từ Bình Định . Đêm chung kết có sự tham dự của Hoa hậu Thế giới 2021 Karolina Bielawska đến từ Ba Lan.

## Kết quả

### Thứ hạng
| Kết quả                                                  | Thí sinh | Vị trí Quốc tế                        |
| -------------------------------------------------------- | --- | ------------------------------------- |
| Hoa hậu Thế giới Việt Nam 2023 (Miss World Vietnam 2025) | - 014 – Huỳnh Trần Ý Nhi | - Top 40 – Hoa hậu Thế giới 2025      |
| Á hậu 1                                                  | - 064 – Đào Thị Hiền |                                       |
| Á hậu 2                                                  | - 512 – Huỳnh Minh Kiên |                                       |
| Top 5                                                    | - 211 – Bùi Khánh Linh | - Á hậu 3 – Hoa hậu Liên lục địa 2024 |
| Top 5                                                    | - 420 – Trần Thị Thoa Thương |                                       |
| Top 10                                                   | - 039 – Nguyễn Thị Phượng - 051 – Nguyễn Ngân Hà - 102 – Đỗ Thị Phương Thanh - 165 – Hoàng Thị Yến Nhi - 404 – Phạm Hương Anh (¥) |                                       |
| Top 20                                                   | - 015 – Trần Phương Nhi - 068 – Mai Thị Hà Thu - 095 – Võ Tấn Sanh Vy - 113 – Phùng Thị Hương Giang - 123 – Hoàng Thu Huyền - 142 – Trần Thị Hồng Linh - 158 – Nguyễn Thiên Thanh - 188 – Bùi Thị Hồng Trang - 193 – Lê Thị Kim Hậu - 256 – Nguyễn Thị Thúy Ngọc - 303 – Phạm Thị Tú Trinh |                                       |

- (§) - Thí sinh vào thẳng Top 5 Ứng xử do chiến thắng phần thi Người đẹp Nhân ái.
- (¥) - Thí sinh vào thẳng Top 10 do đoạt giải thưởng Người đẹp được yêu thích nhất (Vòng Chung kết).

### Thứ tự công bố
| 1. Bùi Khánh Linh 2. Võ Tấn Sanh Vy 3. Nguyễn Ngân Hà 4. Phạm Thị Tú Trinh 5. Bùi Thị Hồng Trang 6. Huỳnh Trần Ý Nhi 7. Lê Thị Kim Hậu 8. Trần Phương Nhi 9. Mai Thị Hà Thu 10. Huỳnh Minh Kiên 11. Trần Thị Thoa Thương 12. Hoàng Thu Huyền 13. Nguyễn Thị Thúy Ngọc 14. Hoàng Thị Yến Nhi 15. Trần Thị Hồng Linh 16. Phùng Thị Hương Giang 17. Đỗ Thị Phương Thanh 18. Nguyễn Thị Phượng 19. Đào Thị Hiền 20. Nguyễn Thiên Thanh | 1. Nguyễn Ngân Hà 2. Huỳnh Minh Kiên 3. Trần Thị Thoa Thương 4. Huỳnh Trần Ý Nhi 5. Hoàng Thị Yến Nhi 6. Đỗ Thị Phương Thanh 7. Nguyễn Thị Phượng 8. Đào Thị Hiền 9. Bùi Khánh Linh 10. Phạm Hương Anh | 1. Đào Thị Hiền 2. Huỳnh Minh Kiên 3. Trần Thị Thoa Thương 4. Huỳnh Trần Ý Nhi 5. Bùi Khánh Linh |

## Giải thưởng phụ
| Giải thưởng                   | Giải thưởng                  | Thí sinh                                         |
| ----------------------------- | ---------------------------- | ------------------------------------------------ |
| Người đẹp được yêu thích nhất | Chung kết                    | - 404 – Phạm Hương Anh                           |
| Người đẹp được yêu thích nhất | Chung khảo                   | - 404 – Phạm Hương Anh - 012 – Nguyễn Minh Trang |
| Người đẹp Truyền thông        | Chung kết                    | - 095 – Võ Tấn Sanh Vy                           |
| Người đẹp Truyền thông        | Chung khảo                   | - 314 – Đỗ Thanh Hường                           |
| Người đẹp Áo dài              | Người đẹp Áo dài             | - 420 – Trần Thị Thoa Thương                     |
| Người đẹp có làn da đẹp nhất  | Người đẹp có làn da đẹp nhất | - 102 - Đỗ Thị Phương Thanh                      |

### Các phần thi
- Thí sinh chiến thắng các phần thi dưới đây sẽ tiến thẳng vào Top 20.

#### Người đẹp Nhân ái[1]
- Thí sinh chiến thắng phần thi Người đẹp Nhân ái sẽ tiến thẳng vào Top 5.

| Kết quả     | Thí sinh |
| Chiến thắng | - 064 – Đào Thị Hiền |
| Top 5       | - 404 – Phạm Hương Anh - 102 – Đỗ Thị Phương Thanh - 203 – Nguyễn Hồng Thanh - 012 – Nguyễn Minh Trang |
| Top 16      | - 051 – Nguyễn Ngân Hà - 433 – Đoàn Minh Thảo - 055 – Trần Thị Phương Nhung - 164 – Võ Quỳnh Thư - 039 – Nguyễn Thị Phượng - 079 – Trần Thị Khánh Ly - 068 – Mai Thị Hà Thu - 014 – Huỳnh Trần Ý Nhi - 512 – Huỳnh Minh Kiên - 211 – Bùi Khánh Linh - 420 – Trần Thị Thoa Thương |

#### Người đẹp Biển
| Kết quả     | Thí sinh                                                                                               |
| Chiến thắng | - 211 – Bùi Khánh Linh                                                                                 |
| Top 5       | - 014 – Huỳnh Trần Ý Nhi - 064 – Đào Thị Hiền - 113 – Phùng Thị Hương Giang - 142 – Trần Thị Hồng Linh |

#### Top Model / Người đẹp Thời trang
| Kết quả     | Thí sinh                                                                                              |
| Chiến thắng | - 014 – Huỳnh Trần Ý Nhi                                                                              |
| Top 5       | - 512 – Huỳnh Minh Kiên - 211 – Bùi Khánh Linh - 420 – Trần Thị Thoa Thương - 039 – Nguyễn Thị Phượng |

#### Người đẹp Thể thao
| Kết quả     | Thí sinh                                                                                                   |
| Chiến thắng | - 188 – Bùi Thị Hồng Trang                                                                                 |
| Top 5       | - 512 – Huỳnh Minh Kiên - 303 – Phạm Thị Tú Trinh - 117 – Nguyễn Ngô Nhật Hạ - 055 – Trần Thị Phương Nhung |

#### Người đẹp Du lịch
| Kết quả     | Thí sinh |
| Chiến thắng | - 193 – Lê Thị Kim Hậu |
| Top 5       | - 064 – Đào Thị Hiền - 303 – Phạm Thị Tú Trinh - 015 – Trần Phương Nhi - 142 - Trần Thị Hồng Linh                                         |
| Top 10      | - 012 – Nguyễn Minh Trang - 150 – Phan Thị Việt Ngọc - 420 – Trần Thị Thoa Thương - 456 – Nguyễn Trà Như Nghĩa - 010 – Nguyễn Phương Linh |

#### Người đẹp Tài năng
| Kết quả     | Thí sinh                                                                                  |
| Chiến thắng | - 051 – Nguyễn Ngân Hà                                                                    |
| Top 5       | - 351 – Trần Hải Vy - 303 – Phạm Thị Tú Trinh - 082 – Lê Khắc Anna - 193 – Lê Thị Kim Hậu |

#### Head-to-Head Challenge (Người đẹp Bản lĩnh)
| Kết quả     | Thí sinh |
| Chiến thắng | - 303 – Phạm Thị Tú Trinh |
| Top 4       | - 064 – Đào Thị Hiền - 404 – Phạm Hương Anh - 015 – Trần Phương Nhi                                                                                    |
| Top 10      | - 433 – Đoàn Minh Thảo - 211 – Bùi Khánh Linh - 055 – Trần Thị Phương Nhung - 014 – Huỳnh Trần Ý Nhi - 012 – Nguyễn Minh Trang - 512 – Huỳnh Minh Kiên |

## Ban giám khảo
| Họ và tên             | Nghề nghiệp, Danh hiệu                                   | Vai trò                  |
| --------------------- | -------------------------------------------------------- | ------------------------ |
| Phạm Thị Kim Dung     | Tổng Giám đốc Công ty TNHH Quảng cáo Thương mại Sen Vàng | Trưởng ban giám khảo     |
| Lương Thùy Linh       | Hoa hậu Thế giới Việt Nam 2019                           | Phó trưởng ban giám khảo |
| Karolina Bielawska    | Hoa hậu Thế giới 2021                                    | Thành viên               |
| Nguyễn Thúc Thùy Tiên | Hoa hậu Hòa bình Quốc tế 2021                            |                          |
| Trần Tiểu Vy          | Hoa hậu Việt Nam 2018                                    |                          |
| Đỗ Thị Hà             | Hoa hậu Việt Nam 2020                                    |                          |
| Lê Thanh Hòa          | Nhà thiết kế                                             |                          |
| Vân Trang             | MC, Diễn viên                                            |                          |

## Phần thi ứng xử
Ở phần thi ứng xử, Huỳnh Trần Ý Nhi nhận câu hỏi: "Giới trẻ ngày nay gặp nhiều áp lực trong cuộc sống. Em từng gặp vấn đề gì, giải quyết thế nào?".
Ý Nhi trả lời:
"Mỗi chúng ta đều có áp lực của riêng mình. Tôi có áp lực đồng trang lứa. Tôi được sinh ra trong thời bình, có nhiều điều kiện phát triển, học tập, hoàn thiện bản thân. Tôi cố gắng nhưng sợ không giỏi bằng người khác.
Tôi sợ không thành công như ‘con nhà người ta’ - cụm từ đầy định kiến. Nhưng mỗi người có xuất phát điểm, ưu điểm khác nhau. Chúng ta không nên so sánh bản thân với bất kỳ ai mà nên nhìn vào ưu điểm, điểm mạnh của bản thân để phát huy.
Câu nói tôi vô cùng tâm đắc là "Áp lực tạo kim cương". Nếu chúng ta biết tận dụng áp lực đó, nó sẽ khiến chúng ta phát triển, thành công nhanh hơn, trở thành viên kim cương tỏa sáng. Nếu không thể vượt qua áp lực, chúng ta chỉ trở thành nắm đất vụn bình thường".

## Các thí sinh tham gia

### Top 40 thí sinh chung kết
| SBD | Họ và tên thí sinh    | Năm sinh | Chiều cao              | Quê quán              | Ghi chú                                             |
| --- | --------------------- | -------- | ---------------------- | --------------------- | --------------------------------------------------- |
| 211 | Bùi Khánh Linh        | 2002     | 1,77 m (5 ft 9+1⁄2 in) | Bắc Giang             | Top 5 Người đẹp Biển                                |
| 188 | Bùi Thị Hồng Trang    | 2002     | 1,71 m (5 ft 7+1⁄2 in) | Quảng Ninh            | Top 20 Người đẹp Thể thao                           |
| 064 | Đào Thị Hiền          | 2001     | 1,75 m (5 ft 9 in)     | Nghệ An               | Á hậu 1 Người đẹp Nhân ái                           |
| 433 | Đoàn Minh Thảo        | 2001     | 1,70 m (5 ft 7 in)     | Hà Nội                |                                                     |
| 314 | Đỗ Thanh Hường        | 2002     | 1,70 m (5 ft 7 in)     | Thanh Hóa             | Người đẹp Truyền thông (Vòng Chung khảo)            |
| 102 | Đỗ Thị Phương Thanh   | 2000     | 1,74 m (5 ft 8+1⁄2 in) | Thái Bình             | Top 10 Người đẹp có làn da đẹp nhất                 |
| 174 | Đỗ Thùy Dung          | 2003     | 1,69 m (5 ft 6+1⁄2 in) | Bình Dương            |                                                     |
| 311 | Đỗ Trần Ngọc Thảo     | 2001     | 1,68 m (5 ft 6 in)     | Thành phố Hồ Chí Minh |                                                     |
| 165 | Hoàng Thị Yến Nhi     | 2000     | 1,70 m (5 ft 7 in)     | Đồng Nai              | Top 10                                              |
| 123 | Hoàng Thu Huyền       | 2002     | 1,74 m (5 ft 8+1⁄2 in) | Thái Nguyên           | Top 20                                              |
| 512 | Huỳnh Minh Kiên       | 2004     | 1,71 m (5 ft 7+1⁄2 in) | Ninh Thuận            | Á hậu 2                                             |
| 014 | Huỳnh Trần Ý Nhi      | 2002     | 1,75 m (5 ft 9 in)     | Bình Định             | Hoa hậu Thế giới Việt Nam 2023 Người đẹp Thời trang |
| 153 | Lê Mỹ Duyên           | 2003     | 1,69 m (5 ft 6+1⁄2 in) | Thái Bình             |                                                     |
| 193 | Lê Thị Kim Hậu        | 2003     | 1,68 m (5 ft 6 in)     | Cần Thơ               | Top 20 Người đẹp Du lịch                            |
| 068 | Mai Thị Hà Thu        | 2001     | 1,72 m (5 ft 7+1⁄2 in) | Hải Phòng             | Top 20                                              |
| 119 | Nguyễn Hà My          | 2004     | 1,76 m (5 ft 9+1⁄2 in) | Đồng Tháp             |                                                     |
| 203 | Nguyễn Hồng Thanh     | 2002     | 1,68 m (5 ft 6 in)     | Cần Thơ               |                                                     |
| 151 | Nguyễn Lê Hoàng Linh  | 2004     | 1,73 m (5 ft 8 in)     | Thành phố Hồ Chí Minh |                                                     |
| 012 | Nguyễn Minh Trang     | 2004     | 1,70 m (5 ft 7 in)     | Hà Nội                | Người đẹp được yêu thích nhất (Vòng Chung khảo)     |
| 051 | Nguyễn Ngân Hà        | 2003     | 1,70 m (5 ft 7 in)     | Nghệ An               | Top 10 Người đẹp Tài năng                           |
| 117 | Nguyễn Ngô Nhật Hạ    | 2000     | 1,69 m (5 ft 6+1⁄2 in) | Đà Nẵng               |                                                     |
| 010 | Nguyễn Phương Linh    | 2002     | 1,70 m (5 ft 7 in)     | Hà Nội                |                                                     |
| 158 | Nguyễn Thiên Thanh    | 2002     | 1,75 m (5 ft 9 in)     | Đồng Tháp             | Top 20                                              |
| 332 | Nguyễn Thị Lan Anh    | 2003     | 1,70 m (5 ft 7 in)     | Hà Nội                |                                                     |
| 027 | Nguyễn Thị Liên       | 2000     | 1,70 m (5 ft 7 in)     | Đắk Lắk               |                                                     |
| 039 | Nguyễn Thị Phượng     | 2001     | 1,74 m (5 ft 8+1⁄2 in) | Thanh Hóa             | Top 10                                              |
| 256 | Nguyễn Thị Thúy Ngọc  | 1999     | 1,78 m (5 ft 10 in)    | Long An               | Top 20                                              |
| 404 | Phạm Hương Anh        | 2005     | 1,65 m (5 ft 5 in)     | Hà Nội                | Top 10 Người đẹp được yêu thích nhất                |
| 066 | Phạm Phi Phụng        | 2002     | 1,71 m (5 ft 7+1⁄2 in) | An Giang              |                                                     |
| 303 | Phạm Thị Tú Trinh     | 1999     | 1,66 m (5 ft 5+1⁄2 in) | Bình Phước            | Top 20 Người đẹp Bản lĩnh                           |
| 113 | Phùng Thị Hương Giang | 2004     | 1,73 m (5 ft 8 in)     | Thanh Hóa             | Top 20                                              |
| 351 | Trần Hải Vy           | 1998     | 1,70 m (5 ft 7 in)     | Hải Phòng             |                                                     |
| 015 | Trần Phương Nhi       | 2003     | 1,69 m (5 ft 6+1⁄2 in) | Hải Dương             | Top 20                                              |
| 142 | Trần Thị Hồng Linh    | 2002     | 1,72 m (5 ft 7+1⁄2 in) | Đà Nẵng               | Top 20                                              |
| 079 | Trần Thị Khánh Ly     | 2002     | 1,69 m (5 ft 6+1⁄2 in) | Nam Định              |                                                     |
| 055 | Trần Thị Phương Nhung | 2001     | 1,71 m (5 ft 7+1⁄2 in) | Quảng Bình            |                                                     |
| 420 | Trần Thị Thoa Thương  | 2002     | 1,73 m (5 ft 8 in)     | Quảng Nam             | Top 5 Người đẹp Áo dài                              |
| 273 | Trần Thị Tú Hảo       | 2002     | 1,70 m (5 ft 7 in)     | Tiền Giang            |                                                     |
| 164 | Võ Quỳnh Thư          | 1999     | 1,71 m (5 ft 7+1⁄2 in) | Đắk Lắk               |                                                     |
| 095 | Võ Tấn Sanh Vy        | 2003     | 1,76 m (5 ft 9+1⁄2 in) | Thừa Thiên Huế        | Top 20 Người đẹp Truyền thông                       |

### Top 45 thí sinh chung khảo
| SBD | Họ và tên thí sinh       | Năm sinh | Chiều cao              | Quê quán              | Ghi chú |
| --- | ------------------------ | -------- | ---------------------- | --------------------- | ------- |
| 182 | Huỳnh Hà Hải Yến         | 2001     | 1,68 m (5 ft 6 in)     | Bình Dương            |         |
| 145 | Ngô Thị Bích Thủy        | 2002     | 1,74 m (5 ft 8+1⁄2 in) | Bình Phước            |         |
| 416 | Nguyễn Huy Ngọc Bảo Trân | 2002     | 1,71 m (5 ft 7+1⁄2 in) | Hải Dương             |         |
| 399 | Nguyễn Huỳnh Kim Oanh    | 1999     | 1,69 m (5 ft 6+1⁄2 in) | Thành phố Hồ Chí Minh |         |
| 114 | Nguyễn Thị Nhật Linh     | 2000     | 1,68 m (5 ft 6 in)     | Bình Định             |         |
| 367 | Võ Thị Thu Thảo          | 2000     | 1,70 m (5 ft 7 in)     | Tiền Giang            |         |

### Top 61 thí sinh chung khảo
Ban đầu có 61 thí sinh vượt qua vòng sơ khảo nhưng chỉ còn 59 thí sinh dự thi đêm chung khảo vì có thí sinh rút lui khỏi cuộc thi.
| SBD | Họ và tên thí sinh   | Năm sinh | Chiều cao              | Quê quán              | Ghi chú                                       |
| --- | -------------------- | -------- | ---------------------- | --------------------- | --------------------------------------------- |
| 421 | Bùi Thị Phương Loan  | 2002     |                        | Gia Lai               |                                               |
| 255 | Đặng Thị Phương Uyên | 2003     |                        | Đắk Lắk               |                                               |
| 234 | Đông Thị Mộng Nghi   | 2000     |                        | Long An               |                                               |
|     | Đỗ Thị Hằng          | 2004     |                        | Ninh Bình             | Rút lui trước đêm chung khảo vì lý do cá nhân |
| 082 | Lê Khắc Anna         | 2004     | 1,70 m (5 ft 7 in)     | Đà Nẵng               |                                               |
| 059 | Lê Phương Ly         | 2004     |                        | Thanh Hóa             |                                               |
| 306 | Nguyễn Kim Phụng     | 2002     |                        | Thành phố Hồ Chí Minh |                                               |
| 278 | Nguyễn Thị Kiều Oanh | 2002     |                        | Long An               |                                               |
| 011 | Nguyễn Thị Sinh      | 2002     |                        | Bắc Ninh              |                                               |
| 456 | Nguyễn Trà Như Nghĩa | 2001     | 1,67 m (5 ft 5 1⁄2 in) | Phú Yên               |                                               |
| 284 | Nguyễn Uyên Nhi      | 2003     |                        | Thành phố Hồ Chí Minh |                                               |
| 116 | Phan Thị Thu Thảo    | 2002     |                        | Quảng Nam             |                                               |
| 150 | Phan Thị Việt Ngọc   | 2002     |                        | Hà Tĩnh               |                                               |
| 305 | Trần Ngọc Nhi        | 2004     |                        | Bình Dương            |                                               |
| 268 | Trần Thị Hồng Trâm   | 1999     |                        | Thành phố Hồ Chí Minh | Rút lui trước đêm chung khảo vì lý do cá nhân |

## Thông tin thí sinh
- Huỳnh Trần Ý Nhi: Á khôi 2 Duyên dáng Sinh viên Bình Định 2023 cùng giải phụ Người đẹp Truyền thông, Top 40 Hoa hậu Thế giới 2025 cùng giải phụ (Top 8 Hoa hậu Nhân ái, Top 48 Hoa hậu Tài năng, Top 20 Multimedia Challenge).
- Đào Thị Hiền: Top 5 Hoa hậu Du lịch Việt Nam 2022 cùng giải phụ Người đẹp Biển, tham gia Hoa hậu Việt Nam 2024 và dừng chân sau vòng sơ khảo. Chị gái cô là Đào Thị Hà từng lọt Top 5 Hoa hậu Việt Nam 2016 cùng giải phụ Người đẹp Biển và Top 5 Hoa hậu Hoàn vũ Việt Nam 2019.
- Bùi Khánh Linh: Top 10 Hoa hậu Thế giới Việt Nam 2022 cùng giải phụ (Top 5 Người đẹp Nhân ái, Top 5 Người đẹp Biển), Á hậu 1 Hoa hậu Hòa bình Việt Nam 2023 cùng các giải phụ (Miss Elasten, Miss Star Kombucha, Top 16 Người đẹp Truyền cảm hứng, Top 30 Best National Costume, Top 5 Best in Swimsuit, Top 10 Best Introduction Video), Á hậu 3 Hoa hậu Liên lục địa 2024 cùng giải phụ Hoa hậu Liên lục địa Châu Á và Châu Đại Dương.
- Trần Thị Thoa Thương: Á khôi 2 Hoa khôi Đại học Đà Nẵng 2022, Top 48 Hoa hậu Hòa bình Việt Nam 2023 nhưng rút lui trước đêm chung khảo vì lý do cá nhân.
- Đỗ Thị Phương Thanh: Á hậu 1 Hoa hậu Quốc gia Việt Nam 2024 cung giải phụ (Lactobact Intima Challenge, Người đẹp Đồng bằng Sông Hồng, Top 5 Người đẹp Hình thể, Top 20 Người đẹp Hùng biện, Top 10 Người đẹp Nhân ái, Top 10 Người đẹp có gương mặt khả ái).
- Nguyễn Thị Phượng: Top 35 Hoa hậu Việt Nam 2020 cùng giải phụ (Top 5 Người đẹp Nhân ái), Top 58 Hoa hậu Việt Nam 2022 nhưng rút lui trước đêm chung khảo vì lý do cá nhân, đăng ký tham gia Hoa hậu Hòa bình Việt Nam 2023 nhưng rút lui trước vòng Sơ khảo vì lý do sức khỏe.
- Hoàng Thị Yến Nhi: Á hậu 2 Hoa hậu Trái Đất Việt Nam 2023 (Miss Water Vietnam 2023) – Team Hà Thu.
- Phạm Thị Tú Trinh: Top 15 Hoa khôi Sinh viên Việt Nam 2020.
- Lê Thị Kim Hậu: Á khôi 4 Hoa khôi Đại học Nam Cần Thơ 2022 cùng giải phụ Người đẹp được yêu thích nhất, Top 45 Hoa hậu Việt Nam 2022, Á khôi 2 Hoa khôi Đại học Nam Cần Thơ 2023 cùng giải phụ Người đẹp Tài năng, Top 20 Hoa hậu Trái Đất Việt Nam 2023 – Team Bùi Quỳnh Hoa.
- Trần Phương Nhi: Á khôi 1 Nét đẹp Sinh viên 2022, Top 66 Hoa hậu Thế giới Việt Nam 2022.
- Nguyễn Thiên Thanh: Top 40 Hoa hậu Hòa bình Việt Nam 2024 nhưng rút lui trước đêm chung kết vì lý do cá nhân.
- Đỗ Trần Ngọc Thảo: Top 20 Hoa hậu Việt Nam 2022 cùng giải phụ (Top 18 Người đẹp Nhân ái).
- Trần Thị Tú Hảo: Đăng ký dự thi Hoa hậu Hoàn vũ Việt Nam 2025 nhưng rút lui trước vòng sơ khảo vì lý do cá nhân.
- Nguyễn Lê Hoàng Linh: Top 45 Hoa hậu Việt Nam 2022, Top 5 Nét đẹp Sinh viên Trường Đại học Công nghiệp Thành phố Hồ Chí Minh 2023 cùng giải phụ: Người đẹp Áo dài.
- Nguyễn Thị Liên: Top 19 Hoa khôi HUTECH 2019.
- Võ Quỳnh Thư: Top 20 Hoa hậu Hòa bình Việt Nam 2023.
- Nguyễn Hồng Thanh: Top 58 Hoa hậu Việt Nam 2022.
- Đông Thị Mộng Nghi: Hoa khôi Duyên dáng sông Vàm 2019 cùng giải phụ Thí sinh ứng xử hay nhất.
- Nguyễn Trà Như Nghĩa: Quý Quân MIC Vàng - Người dẫn Chương trình IUH Lần IX năm 2022, Top 10 Nét đẹp Sinh viên Công Nghiệp - Hot Face IUH lần VIII năm 2023.
- Võ Tấn Sanh Vy: Top 5 Hoa hậu Du lịch Việt Nam Toàn cầu 2024 cùng giải phụ Người đẹp Áo dài, đăng ký dự thi Hoa hậu Trái Đất Việt Nam 2025 nhưng rút lui trước vòng sơ khảo vì lý do cá nhân.
- Lê Khắc Anna: Top 5 Hoa hậu Văn hóa Du lịch Việt Nam 2024 và đoạt danh hiệu Đại sứ Văn hóa Du lịch.
- Phùng Thị Hương Giang: Top 25 Hoa hậu Việt Nam 2024.

## Dự thi quốc tế
| Cuộc thi                   | Tên              | Danh hiệu | Thứ hạng      | Giải thưởng đặc biệt                                                       |
| -------------------------- | ---------------- | --------- | ------------- | -------------------------------------------------------------------------- |
| Miss Intercontinental 2024 | Bùi Khánh Linh   | Top 5     | 3rd Runner-up | Miss Imtercontinental Asia & Oceania                                       |
| Miss World 2025            | Huỳnh Trần Ý Nhi | Hoa hậu   | Top 40        | Top 48 Best Talent Top 8 Beauty with a Purpose Top 20 Multimedia Challenge |